# Voimasta Ja Kunniasta
Voimasta Ja Kunniasta (di forza e d'onore) è il secondo album della viking/folk metal band finlandese Moonsorrow. È uscito il 26 novembre 2001 sotto l'etichetta della Spinefarm Records.

## Tracce
1. Tyven – 1:52
2. Sankarihauta – 7:41
3. Kylän Päässä – 7:38
4. Hiidenpelto/Häpeän hiljaiset vedet – 9:20
5. Aurinko ja Kuu – 8:14
6. Sankaritarina – 13:50

## Formazione
- Ville Sorvali - basso, voce, battimani, coro
- Henri Sorvali - chitarra ritmica e acustica, tastiere, fisarmonica, scacciapensieri, seconda voce, battimani, coro
- Marko Tarvonen - tuono, timpani, 12-corde, seconda voce, battimani, coro
- Mitja Harvilahti - chitarra ritmica e solista, battimani, coro